# Nvidia Vanta

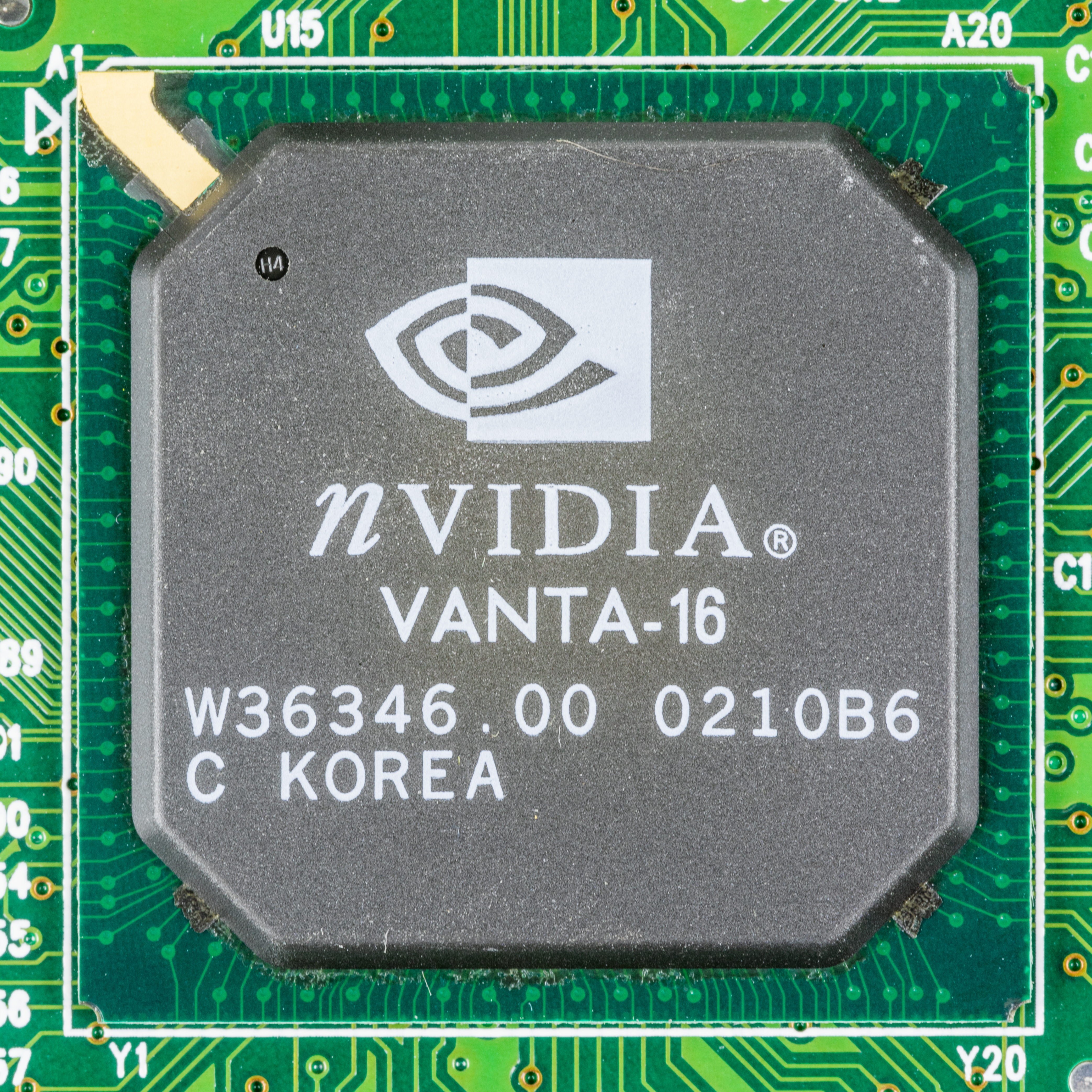
VANTA-16

Nvidia Vanta je grafický čip založený na 64bitové sběrnici s až 16 MB grafické paměti. Čip Vanta je založen na jádru TNT a grafika jako taková se na trhu objevila koncem roku 1999, v době kralování Rivy TNT2. Vanta byla něco mezi TNT a TNT2.
Ke grafické kartě byl dodáván ovladač pro Windows 95, 98, NT 4.0. Na všech zmiňovaných systémech kromě NT podporovala Direct3D, OpenGL, DirectDraw, Direct video, na NT pouze DirectDraw a OpenGL.

## Výkon ve hrách
Nvidia Vanta byla pro hry vhodná pouze na nižší rozlišení, kde dosahovala grafika vysokých výkonů srovnatelných s TNT2, ovšem růstem rozlišení klesal výkon a projevovala se jen 64bitová sběrnice a malá paměť.
V Quake 2 dosahovala na 640×480 50 snímků/s ale na 1024×768 už pouhých 18 fps a to platí o všech hrách stejně.
V Need for Speed 5: Porsche dosahovala na nejnižší detaily kolem 65 fps, na 1024×768 už byla i s nízkými detaily nehratelná.
V Counter Strike 1.6 dosahovala na 1024×768 výkonu 30 fps.

## Závěr
Nvidia Vanta byla ve své době grafická karta pro nenáročné uživatele. Byla o něco lepší než TNT, ale o něco horší než TNT2. Poměrem cena/výkon se jednalo o grafickou kartu pro občasné hráče, nikoli pro profesionální hráče.